# Roman Jackiw
Roman Wladimir Jackiw (Lubliniec, 8 novembre 1939 – 14 giugno 2023) è stato un fisico polacco naturalizzato statunitense.

## Biografia
Nacque in Polonia da una famiglia ucraina, che si trasferì negli Stati Uniti quando lui aveva 10 anni. Ottenne un B.A. allo Swarthmore College e un Ph.D. alla Cornell University nel 1966, sotto la supervisione di Hans Bethe e Kenneth Wilson. È stato insegnante di fisica teorica al MIT dal 1969 fino al pensionamento.
Jackiw è noto per la scoperta della cosiddetta anomalia assiale, chiamata anche anomalia Adler–Bell–Jackiw e anomalia chirale. Nel 1969, Jackiw e John Stewart Bell pubblicarono una teoria esplicativa (estesa in seguito da Stephen L. Adler) del decadimento, osservato sperimentalmente, di un pione neutro in due fotoni. Tale decadimento sarebbe impedito da una simmetria dell'elettrodinamica classica, ma Bell e Jackiw provarono che la simmetria non può essere conservata nell'elettrodinamica quantistica.
L'introduzione di un termine "anomalo" dalla teoria quantistica dei campi richiedeva che la somma delle cariche elettriche dei fermioni elementari fosse uguale a zero. Questa scoperta diede notevole sostegno alla teoria della carica di colore per la comprensione dei quark.
Jackiw è noto anche per una teoria gravitazionale detta "gravità Jackiw–Teitelboim" o "Modello R-T", basata sull'accoppiamento di dilatoni in due dimensioni, una spaziale e una temporale.
Per i suoi risultati gli è stato assegnato il premio Dannie Heineman nel 1995 e il premio Dirac nel 1998.